# Мальабсорбція
Мальабсорбція (від лат. Malus — поганий і лат. absorbtio — поглинання) — втрата одного або багатьох поживних речовин, які надходять в травний тракт, обумовлена недостатністю їхнього всмоктування в тонкій кишці. Є клінічним синдромом.

## Класифікація
Може бути первинною, спадково обумовленої, яка розвивається без очевидних причин, вторинної (придбаної), або виникає при багатьох захворюваннях внутрішніх органів.
Крім цього, мальабсорбція може бути ятрогенною, тобто штучно створеною хірургічним шляхом з метою лікування морбідного ожиріння.

## Причини
Первинна розвивається при генетично обумовленій ензімопатії: непереносність фруктози, глюкозогалактозна непереносність, порушення абсорбції багатьох амінокислот (хвороба Хартнупа), порушення всмоктування вітаміну В12 або фолієвої кислоти.
Вторинна виникає при таких хворобах, як панкреатит, гепатит, гастрит, ентерит, целіакія, коліт і деяких захворюваннях щитоподібної залози. Зустрічається значно частіше первинної мальабсорбції.
Іноді розвивається на тлі ферментативної недостатності, дисбактеріозу, кахексії з наявністю анорексії, гіповітамінозу, недокрів'я (анемія), остеопорозу і підвищеної моторної функції тонкої кишки.

## Клінічні прояви
Симптоми мальабсорбції є відображенням розладів обміну речовин: білкового, жирового, вуглеводного, мінерального, водно—сольового, а також порушення метаболізму вітамінів.
Характеризується діареєю, яка протягом ряду років може бути нерегулярною, але потім стає постійною. Нерідко зустрічаються малосимптомні форми, при яких тимчасово виникає прискорені випорожнення, метеоризм з виділенням смердючих газів. Супутні ознаки: спрага, сонливість, швидка стомлюваність, апатія, м'язова слабкість, зниження ваги. Язик зазвичай яскраво—червоного відтінку зі згладженими сосочками.
У виражених випадках спостерігається поліфекалія — добова кількість випорожнень перевищує 200 грамів і може досягати 2500 грамів. Випорожнення неоформлені, кашеподібні або рідкі з різким неприємним запахом, може бути прискорені до 6 разів на добу.
Постійною ознакою є стеаторея](недостатнє всмоктування і виведення жирів). Дефіцит мінеральних речовин призводить до кісткових змін, у тяжких випадках до остеомаляції (розм'якшення і деформація кісток). Крім того, виникають набряки, анемія, яскраво проявляються трофічні зміни шкіри, нігтів, прогресує атрофія м'язів. У печінці розвивається жирова і білкова дистрофія, надалі змінюються атрофією паренхіми органу. Зменшення маси тіла може доходити до ступеня кахексії.

## Діагностика
Включає функціональні абсорбційні тести. При копроскопії виявляються залишки неперетравленої їжі, в аналізі крові — гіпопротеїнемія.

## Лікування
Призначення дієти, у ряді випадків, парентерального харчування, антимікробної терапії (з метою відновлення еубіоза кишки), регуляторів моторики, адсорбентів, в'язких, жовчогінних і ферментних препаратів, а в ряді випадків імуномодуляторів.